# Церковь Святого Павла (Бирмингем)

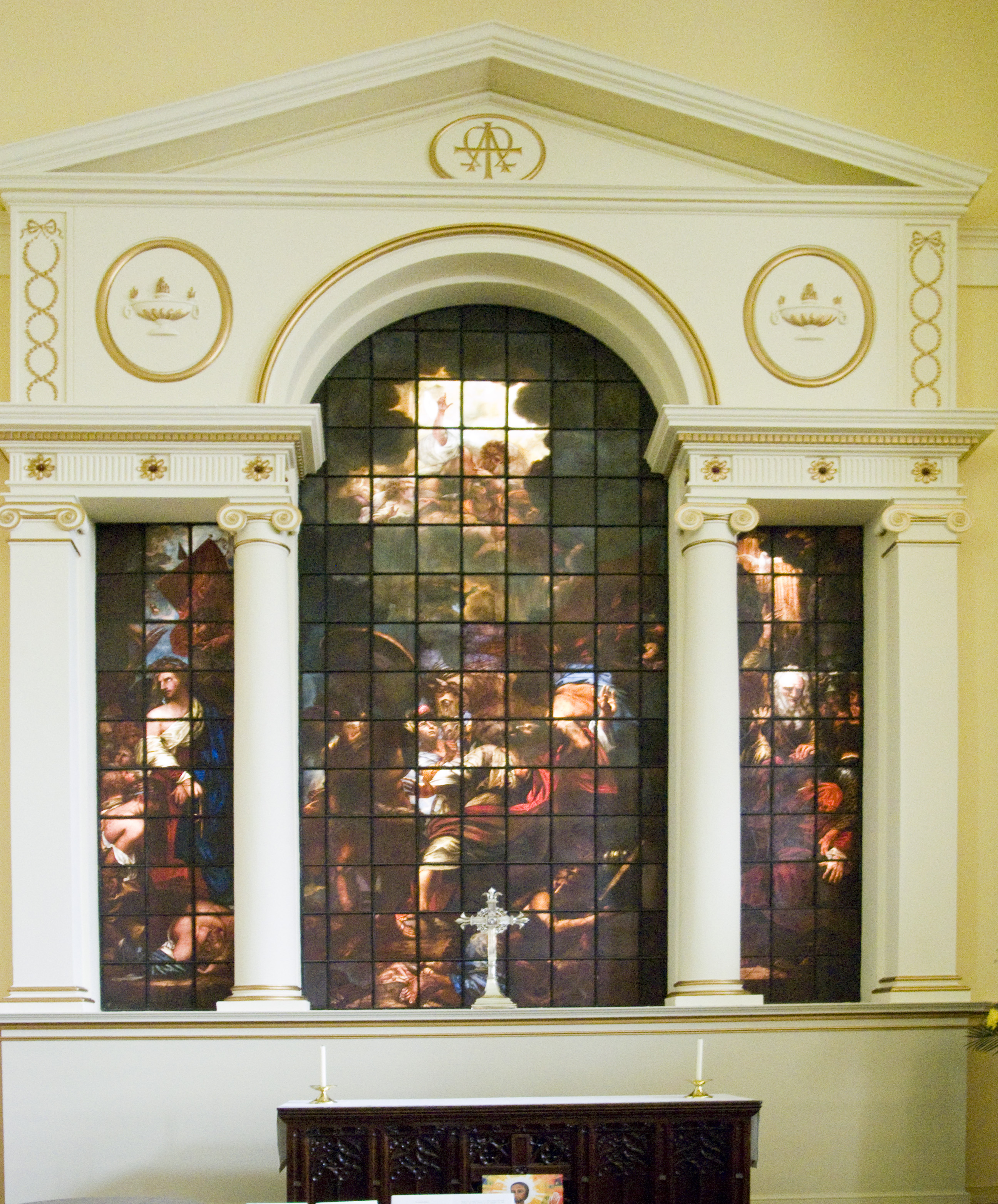
Восточное окно

Церковь святого Павла (St Paul’s) — одна из Церквей Англии на площади святого Павла в Бирмингеме, Англия.
Внесена в список монументов I важности, спроектирована Роджером Эйкином (Roger Eykyn) из Вулвергемптона. Строительство началось в 1777 году, освящение состоялось в 1779 году. Церковь была построена на земле, дарованной Чарльзом Колмором (Charles Colmore) из земель его нового владения. Церковь посещали ранние мануфактурщики и торговцы Бирмингема — например, у Джеймса Уатта в ней был собственный стул.
Это церковь прямоугольной формы, схожая с лондонской Сент-Мартин-ин-зе-Филдс. Шпиль был добавлен в 1823 году Фрэнсисом Гудвином (Francis Goodwin).

## Восточное окно
Восточное окно — важный эмалированный витраж, сделанный в 1791 году Френсисом Эгинтоном (Francis Eginton), выполненным как алтарная картина по произведению Бенджамина Уэста (примерно 1786 года), которое сейчас хранится в Музее искусств Далласа. На нём изображён эпизод жития Павла «Путь в Дамаск».

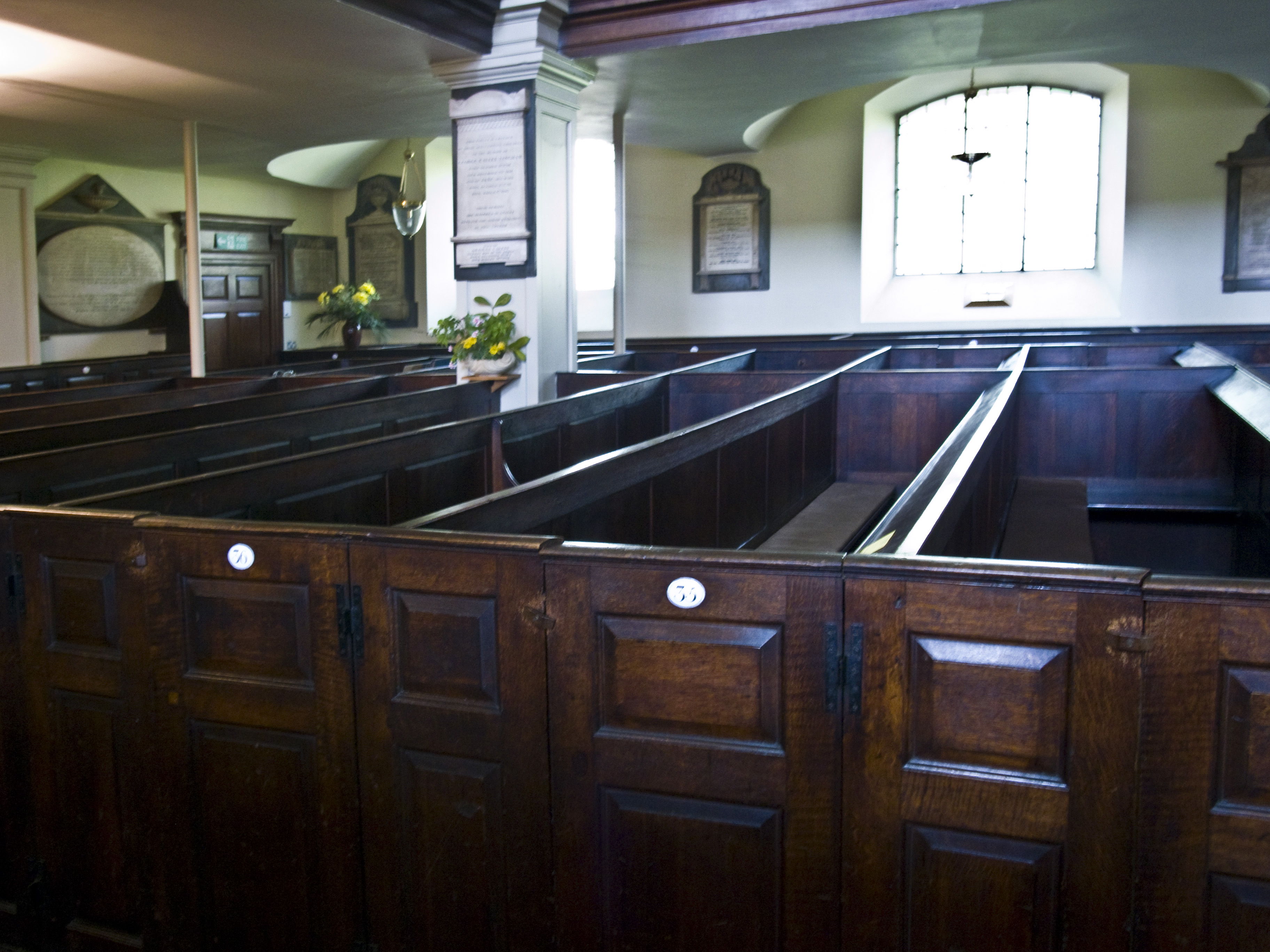

## Орган
В церкви отличная акустика, и уже долгое время в ней проводятся концерты, на 2012 году наиболее популярна сольная органная серия 'Thursday Live' Пола Карра (Paul Carr), органиста и дирижёра.
Первое документированное упоминание об органе в церкви — постройка органа в 1830 году Джеймсом Бишопом (James Bishop). Он был расположен в галерее, в западном конце церкви. Банфилд (Banfield) увеличил орган в 1838 году, включив новую побочную клавиатуру, вероятно, заменившую старую. Бевингтон и сыновья (Bevington and Sons) перестроили и расширили орган в 1871 году, и снова — в 1897 году.
В текущее месторасположение орган был переведён в 1927 году Коначером Шеффилдом и компанией (Conacher Sheffield & Co.), со значительной переделкой.
После военных повреждений и повреждений, связанных с погодой, в 1953 году орган пришёл в негодное состояние, в частности, была полностью разбомблена побочная клавиатура. Hill, Norman & Beard перестроили орган в 1964 году, и этот орган и существует до сих пор, с некоторыми дополнениями 1996 года. В нём смешано механическое и электро-пневматическое действия и деки различного охвата. 

### Список органистов
- Джеймс Стимпсон (James Stimpson) 1842 — ????
- Томас Манден (Thomas Munden)
- Джордж Холлинз (George Hollins)

## Колокола
Первые звонарный колокола появились в церкви в 2005 году. До этого в церкви было три колокола, использовавшихся в качестве служебных и колоколов для курантов. Новая система из десяти колоколов была установлена в честь 250-летия Гильдии церковных звонарей святого Мартина и официально открыта 25 ноября 2005 года. Тенор весит 641 килограмм.